# Camponotus decipiens
Camponotus decipiens es una especie de hormiga del género Camponotus, tribu Camponotini. Fue descrita científicamente por Emery en 1893.
Se distribuye por México y los Estados Unidos. Se ha encontrado a elevaciones de hasta 2750 metros. Vive en microhábitats como ramas y troncos podridos.